# Lac Naivasha
Le lac Naivasha (du maa : Nai’posha, « eau agitée ») est un lac d'eau douce situé au Kenya, plus précisément au nord-ouest de la capitale Nairobi, près de la ville de Naivasha. Il fait partie de la vallée du Grand Rift. Il est désigné site Ramsar depuis le 10 avril 1995. 

## Étymologie
Son nom est un dérivé du nom Massaï Nai'posha, qui signifie « eaux agitées » à cause des tempêtes soudaines qui peuvent s'y déclencher. 

## Géographie
Le lac couvre une superficie de 139 km2, et il est entouré par un marais de 64 km2 (cette surface peut fortement varier en fonction des précipitations) ; il est situé à une altitude de 1 884 mètres, et a une profondeur moyenne de 6 mètres (le maximum étant atteint dans la zone de Crescent Island, avec 30 mètres de profondeur).
Il existait une voie d'écoulement, la Gorge Njorowa, mais elle est aujourd'hui située au-delà du lac et forme l'entrée du parc national de Hell's Gate.
Le parc héberge une faune variée, avec plus de 400 espèces d'oiseaux recensées ; on y trouve également une population non négligeable d'hippopotames. Deux autres lacs de moindre envergure dans le voisinage du lac Naivasha : le lac Oloiden et le lac Sonachi (un lac de cratère vert). Le Crater Lake Game Sanctuary se trouve également à proximité, le rivage étant connu pour sa population de migrants et de colons européens. Entre 1937 et 1950, le lac était utilisé comme lieu d'amerrissage pour le transport de passager et de courrier par les hydravions de l'Imperial Airways, de Southampton (en Grande-Bretagne) vers l'Afrique du Sud.
Joy Adamson, auteur de Born Free, vivait sur les rives du lac dans le milieu des années 1960.
On trouve aussi sur les bords du lac le Djinn Palace, qui a gagné en notoriété dans la colonie Happy Valley dans l'entre-deux-guerres ; il fait aujourd'hui partie de la ferme horticole d'Oserian.
Les cultures proches du lac, notamment l'horticulture (production de roses essentiellement), assèchent celui-ci : dans les années 1990, le lac fut presque entièrement asséché. Après un retour à la normale, le niveau de l'eau est aujourd'hui à nouveau en forte baisse. La culture de fleurs constitue la principale industrie autour du lac, et le lac lui-même est une source essentielle d'emploi et de revenu pour la population locale (par la pêche notamment).

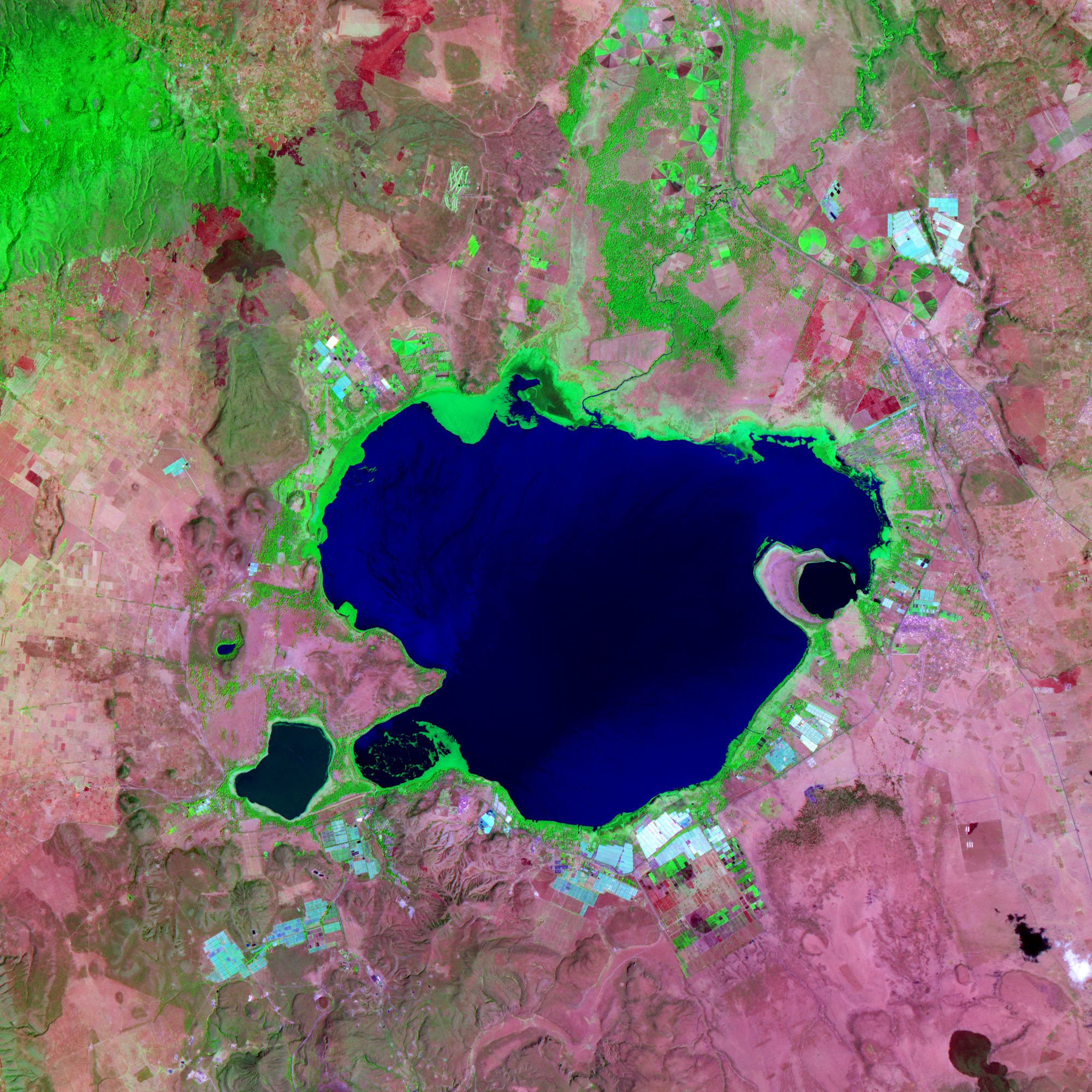
Vue satellite du lac Naivasha.